# Kim Hyung-il
Kim Hyung-il (kor. 김형일; * 27. April 1984 in Incheon) ist ein südkoreanischer Fußballspieler.

## Karriere

### Verein
Kim Hyung-il begann seine Profikarriere bei Daejeon Citizen, wo er in die Play-off-Spiele einzog und den zweiten Platz bei der Wahl zum Newcomer des Jahres belegte. Im Sommer 2008 wechselte er zu den Pohang Steelers. In seiner ersten Saison bei den Steelers konnte er sich gleich als Stammspieler etablieren und gewann in der ersten Saison das Pokalfinale. Im Jahr darauf erreichte er mit seiner Mannschaft die AFC Champions League sowie den dritten Platz bei der FIFA Klub-Weltmeisterschaft. Im AFC-Champions-League-Finale in Tokio erzielte Kim per Kopf den 2:1-Siegtreffer gegen den saudi-arabischen Klub al Ittihad.

### Nationalmannschaft
Nachdem er im Juni 2009 zum ersten Mal in einem inoffiziellen Freundschaftsspiel gegen Oman in der Nationalmannschaft Südkoreas gespielt hatte, absolvierte er im vorletzten Qualifikationsspiel für die Fußball-Weltmeisterschaft 2010 am 10. Juni 2009 gegen Saudi-Arabien sein erstes offizielles Länderspiel. Im Sommer 2010 nahm er an der Weltmeisterschaft in Südafrika teil.

## Erfolge
Pohang Steelers
- AFC Champions League: 2009
- Korean FA Cup: 2008